# Pieter Johannes Gesinus van Diggelen
Pieter Johannes Gesinus van Diggelen (Zwolle, 24 oktober 1837 - Zwolle, 11 mei 1907) was een Nederlands jurist en liberaal politicus. Hij was de zoon van de waterstaatkundige en Kamerlid Bernhard Pieter Gesinus van Diggelen, en was net als zijn vader een ijveraar voor de inpoldering van de Zuiderzee.
Pieter Johannes Gesinus was de zoon van Bernhard Pieter Gesinus van Diggelen en zijn vrouw Geertruid van Berkum Bijsterbos. Hij studeerde Rechten aan de Hogeschool te Utrecht, waar hij in 1861 promoveerde op dissertatie met als titel Verhandeling over het regt op schorren en anderen aanwas van gronden. Vervolgens ging hij aan de slag als advocaat in Zwolle, en in 1863 begon bij een carrière bij de rechtbank. Eerst als griffier bij het kantongerecht Zaltbommel (1863-1865), later als substituut-officier van justitie bij de rechtbank Winschoten (1865-1869) en Rechtbank Zwolle (1869-1876). In 1876 werd hij uiteindelijk benoemd tot rechter bij de Rechtbank Zwolle, waar hij uiteindelijk in 1895 zou worden benoemd tot vicepresident. Vanaf 1879 was hij daarnaast ook schoolopziener in Steenwijk en omgeving.
Vanaf het moment dat hij benoemd werd tot rechter in Zwolle, begon Van Diggelen zich ook politiek te roeren. Hij was van 1876 tot 1897 lid van de Zwolse gemeenteraad, en was vanaf 1879 lid van de Provinciale Staten van Overijssel voor het district Steenwijk. In 1879 stelde hij zich ook verkiesbaar voor de Tweede Kamer der Staten-Generaal, maar werd na herstemming verslagen door de antirevolutionair Abraham Johan Thomassen à Thuessink van der Hoop van Slochteren, en zo ook in 1882 bij tussentijdse verkiezingen. In 1886 werd hij, nu in het district Assen, na herstemming verslagen door de liberaal Harm Smeenge, maar in 1886 had hij meer succes: in het district Sneek versloeg hij na herstemming de antirevolutionair Willem Gerard baron Brantsen van de Zijp, een winst die hij vooral dankte aan Age Buma.
Als Tweede Kamerlid was Van Diggelen niet zo opvallend. Hij sprak in de Kamer onder meer bij de Grondwetsherziening, en bij de behandeling van onderwerpen op het gebied van justitie en onderwijs. Hij stemde bij de grondwetsherziening van 1887 voor een verworpen amendement van Sam van Houten en Derk de Ruiter Zijlker om het kiesrecht voortaal aan de gewone wetgever over te laten. Ook stemde hij voor een verworpen amendement van Bernardus Hermanus Heldt om de Staten-Generaal te laten beslissen over een oorlogsverklaring. Bij de verkiezingen van 1888 raakte hij zijn zetel alweer kwijt aan Ruurd Klazes Okma.
In 1904 was Van Diggelen nog het middelpunt van een rel bij de liberalen. Bij de verkiezingen voor de Eerste Kamer, waarbij de leden van de Provinciale Staten mogen stemmen, stemde hij vermoedelijk niet op een liberaal, waardoor de liberalen een zetel verloren. De rechters in Zwolle vroegen hem naar aanleiding van deze affaire om ontslag te nemen als vicepresident van de Arrondissementsrechtbank, maar dat weigerde hij.
Van Diggelen was naast zijn hoofdfuncties ook lid van het hoofdbestuur van de Maatschappij tot Nut van 't Algemeen en de Vereeniging tot bevordering van fabrieks- en handwerksnijverheid in Nederland. Hij was net als zijn vader voorstander van en ijveraar voor de inpoldering van de Zuiderzee. Hij richtte samen met anderen (onder wie Age Buma) de Zuiderzeevereniging op, waarvan hij van 1886 tot 1892 ondervoorzitter was, en vanaf 1901 bestuurslid. Ook richtte hij de Volksgaarkeuken in Zwolle op.
Van Diggelen trouwde op 11 mei 1865 met Catharina Alexandra verLoren van Themaat. Hij was Grootmeester-Nationaal van de Orde van Vrijmetselaren.